# Prowincja bośniacka Krzyża Świętego Zakonu Braci Mniejszych
Prowincja bośniacka Krzyża Świętego (chorw. Franjevačka provincija Svetoga Križa) − jedna z prowincji Zakonu Braci Mniejszych z siedzibą prowincjała w Sarajewie w Bośni i Hercegowinie.

## Historia
Franciszkanie zostali sprowadzeni do Bośni w 1291. Głównym powodem było stawienie oporu działalności sekty bogomilców i patarenów. Pierwszy wikariat franciszkański w Bośni powstał na przełomie 1339-1340. Gdy w XIV w. biskup bośniacki z Sarajewa (Vrhbosna) został zmuszony do przeniesienia się do Đakova (obecna Chorwacja), zaś biskup z Trebinje do Dubrownika, franciszkanie stali się odpowiedzialnymi za posługę duszpasterską tych terenach.

### Pod dominacją turecką
Imperium osmańskie przejęło kontrolę nad Bośnią w 1463, zaś nad Hercegowiną w 1482. Sułtan Mehmed II Zdobywca zagwarantował tolerancję względem franciszkanów w Bośni w 1463. Firman gwarancyjny (ahdnama) odebrał w obozie w Milodražu br. Anđeo Zvizdović z klasztoru w Fojnicy. W zachowanym dokumencie (Ahdnama lub Ahd-Namah) odnotowane zostało:

Ja, Sułtan, Chan Zdobywca oświadczam całemu światu, że na mocy tego mojego firmanu, franciszkanie bośniaccy znajdują się pod moją opieką. Nakazuję, co następuje:
Niech nikt nie waży się podnosić na nich ręki i w żaden sposób szkodzić ich kościołom! Niech żyją w pokoju w moim państwie. Ci spośród nich, którym przyszło pozostawać poza domem, mają znaleźć bezpieczeństwo i odzyskać wolność. Mogą swobodnie powrócić do swych siedzib, które znajdują się w granicach mojego państwa. Niech nikt spośród naszych dostojników, wezyrów, urzędników czy służby nie waży się w żaden sposób poczynić im jakiekolwiek uchybienie na honorze czy szkodę! Niech nikt nie uwłacza im i nie nagabuje, albo w jakikolwiek sposób zagraża ich życiu, własności czy kościołom. Takie samo prawo dotyczy rzeczy będących w posiadaniu przez tych spośród nich, którzy przybyli z innych krajów. Wydając ten firman, przysięgam na mój miecz, przed świętym imieniem Allacha, który stworzył niebo i ziemię, przed prorokiem Mahometem i siedmioma prorokami, że nikt z moich podwładnych nie wystąpi przeciw postanowieniom tego dokumentu.

### Powstanie prowincji

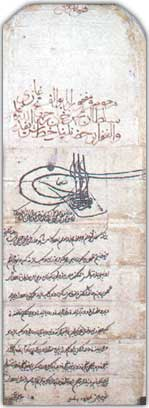
Ahdnama Mehmeda II z 1463

Brak oparcia w obecności miejscowych ordynariuszy spowodował spadek liczby kleru diecezjalnego. W połowie XIX wieku ich obecność była szczątkowa. By zaradzić potrzebom bośniackiego kościoła Stolica Święta ustanowiła w 1735 wikariat, na czele którego stanął miejscowy franciszkanin. W 1757 franciszkanie z bośniackiej prowincji Krzyża Świętego zostali zmuszeni do restrukturyzacji administracyjnej, by sprostać normom prawa tureckiego.

## Klasztory prowincji
Prowincja Krzyża Świętego posiada swoje domy zakonne w następujących miejscowościach:
- Sarajewo (Bistrik, Kovačići, Nedžarići)
- Visoko
- Kraljeva Sutjeska
- Fojnica
- Guča Gora
- Dubrave
- Livno (Gorica)
- Jajce
- Olovo
- Kreševo
- Petrićevac
- Plehan
- Rama (Šćit)
- Tolisa
- Tuzla
- Podsused
- Belgrad (Św. Antoniego Padewskiego)
- Đakovica